# Butser Hill
Der Butser Hill ist ein im Queen Elizabeth Country Park vier Kilometer südlich des historischen Market Town in Petersfield, Hampshire gelegener Kreidehügel. Seine Spitze ist die höchste Anhöhe der South Downs. Trotz einer Höhe von nur 270 Metern ist er einer der höchsten Erhebungen in England und damit einer der so genannten Marilyns, wie Hügel mit einer Höhe von mindestens 150 Metern von britischen Bergsteigern genannt werden.
Der Butser Hill sowie ein Großteil des Queen Elizabeth Landschaftsparks sind als eine Stätte von speziellem wissenschaftlichen Interesse (Site of Special Scientific Interest/SSI) ausgewiesen und seit 1998 Nationales Naturreservat (National Nature Reserve). Mit einem Umfang von 2,312 km² ist das Naturreservat im Vergleich zu anderen im Tiefland ausgewiesenen Stätten von besonderem wissenschaftlichen Interesse relativ groß. Es handelt sich um die umfänglichste Fläche grasbewachsenen alkalischen Bodens in Hampshire. 
Das Butser Hill SSSI ist von der britischen Regierung in Anerkennung der Bedeutung des bedeutsamen Biotops als besonderes erhaltenswertes Gebiet (Special Area of Conservation/SAC) benannt worden.
Diese Benennung wurde wegen der reichen Flora und Fauna, die auf Butser Hill zu finden ist, vorgenommen. An keinem anderen Ort in Hampshire lassen sich so viele Moos- (insg. 125 Arten) und Flechtenarten (insg. 82 Arten) finden. Zudem sind in dem Habitat 30 Arten von Schmetterlingen beobachtet worden, zu denen auch der Schlüsselblumen-Würfelfalter und der Komma-Dickkopffalter zählen. Aufgrund ihres Reichtums an Schmetterlingen ist die Gegend als ein wichtiges Rückzugsgebiet für diese Insekten anzusehen.
Nach dem Butser Hill benannt wurde die 1972 dort eröffnete Butser Ancient Farm. Ihr ursprünglicher Standort wurde jedoch im Jahre 1989 aufgegeben. Sie befindet sich seitdem nicht mehr auf dem Butser Hill.